# شارون فن روندال
شارون فن روندال (به انگلیسی: Sharon van Rouwendaal) (زادهٔ ۹ سپتامبر ۱۹۹۳) شناگر اهل هلند است.
شارون وان رووندال در المپیک تابستانی ریو (۲۰۱۶) مدال طلا شنای دریاچه باز به طول 10 km را به نمایندگی از هلند برنده شد.
خانم شارون فان رووندال دارای تخصص در رشته‌های شنا از جمله ماراتون شنا و شنای آزاد ۸۰۰ متر است.